# Max Ravoth
Max Ravoth (* 24. August 1850 in Berlin; † 3. Februar 1923 ebenda) war ein deutscher Architekt und Bauunternehmer.

## Biografie
Seine Eltern waren der Mediziner Dr. Theodor Friedrich Wilhelm Ravoth (1816–1878), Dozent an der Friedrich-Wilhelms-Universität Berlin, und Caroline Therese Ravoth geb. Gormann (1828–1902). Nach dem Besuch des Joachimsthalschen Gymnasiums studierte er an der Bauschule der Dresdener Kunstakademie Architektur. Bereits seit dieser Zeit war er Mitglied im Botanischen Verein der Provinz Brandenburg.
1875 ließ er sich als selbständiger Architekt in Berlin nieder; er lebte und arbeitete anfangs im familieneigenen Mietshaus Mittelstraße 3 in der Dorotheenstadt (in dem auch seine Eltern wohnten) und unterhielt dort kurzzeitig unter der Firma „Schneider & Ravoth, Architecten“ ein „Bureau (Büro) für Kanalisation“. Über den Büropartner Schneider sind keine weiteren Angaben zu ermitteln, das gemeinsame Büro ist später nicht mehr nachweisbar, konkrete Projekte Ravoths im Bereich des Tiefbaus sind nicht bekannt.
Noch vor dem Tod seines Vaters erwarb Ravoth das Grundstück Kurfürstenstraße 71, auf dem ein Neubau entstand, in dem er rund ein Jahrzehnt wohnte und arbeitete. 1879 heiratete er Anna Simon (um 1855–1929), mit der er fünf Kinder hatte. 1887 zog er in das Haus Lützowstraße 60, das er für sein „Atelier für Architektur und Bauausführungen“ umbauen ließ. 1890 zog er vorübergehend in das Haus Bülowstraße 3 und 1891 in das Haus Dörnbergstraße 7, wo er bis an sein Lebensende wohnte.
Ravoth errichtete vor allem Geschäftshäuser, Wohnbauten und Villen. Er beteiligte sich auch mehrfach an Architektenwettbewerben, wobei sein Entwurf für die Umgestaltung des Landesausstellungsgebäudes am Lehrter Bahnhof in Berlin-Moabit 1902 den 1. Preis erhielt. Er war Mitglied im renommierten Architekten-Verein zu Berlin (AVB) sowie in der Vereinigung Berliner Architekten (VBA), die 1915 im Bund Deutscher Architekten (BDA) aufging.

## Bauten

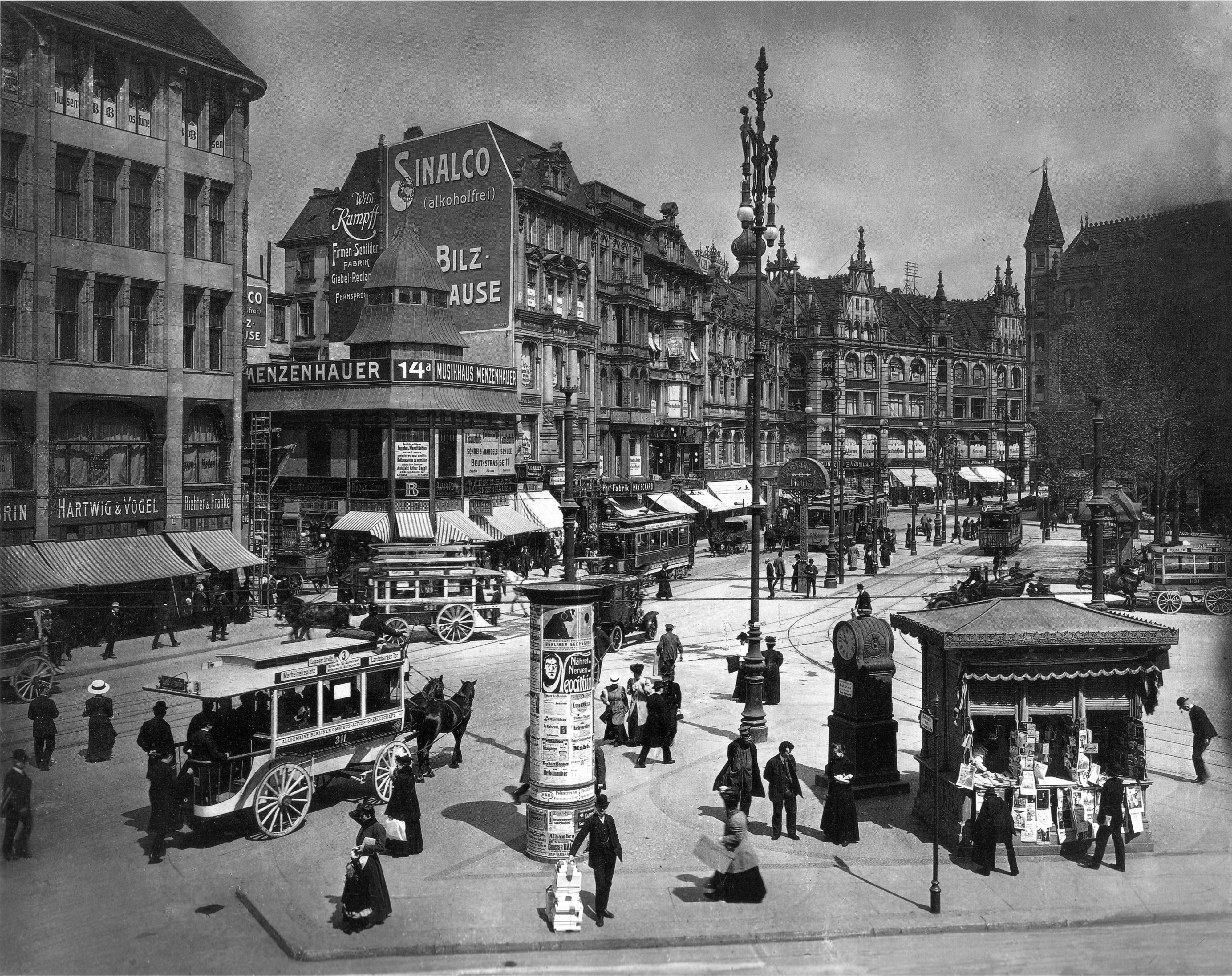
Hansa-Haus am Spittelmarkt (erstes Haus von rechts)
Fotografie von Waldemar Titzenthaler, 1909

- 1885–1886: Erweiterungsbauten für die Maison de Santé in (Berlin-)Schöneberg, Hauptstraße 14/15/16 / Belziger Straße 7/9/11/12/14[10]
- 1886: Mehrfamilienwohnhaus Lützowstraße 60/60a im Lützowviertel in Berlin, mit Atelier im Garten (nicht erhalten)
- 1897: „Hansa-Haus“ für den Kaufmann und Fabrikbesitzer Jaques Nathanson, Spittelmarkt 8–10 in Berlin-Mitte[11] (nicht erhalten)
- 1899–1900: Villa für den Bildhauer Ernst Herter in (Berlin-)Charlottenburg, Uhlandstraße 6[12]
- 1901: Villa für den Verlagsbuchhändler Dr. Georg Bondi in (Berlin-)Charlottenburg, Herbertstraße 15[13]
- 1902: Grabmal für Familie Becker auf dem jüdischen Friedhof in (Berlin-)Weißensee
- 1904–1905: Landhaus für den Verleger Samuel Fischer in (Berlin-)Grunewald, Erdener Straße 8 (1911 durch Hermann Muthesius umgebaut)[14]
- 1906: Mehrfamilienwohnhaus mit Garage, Wielandstraße 9, 9A in (Berlin-)Charlottenburg[15]
- 1906–1907: Landhaus für Dr. Eugen Hirschberg in (Berlin-)Grunewald, Koenigsallee 47[16][17]
- 1910: Umbau des „Hauses auf der Höh“ in (Berlin-)Wannsee, Bergstraße 16[18]